# NGC 7348
NGC 7348 é uma galáxia espiral barrada (SBc) localizada na direcção da constelação de Pegasus. Possui uma declinação de +11° 54' 22" e uma ascensão recta de 22 horas, 40 minutos e 36,2 segundos.
A galáxia NGC 7348 foi descoberta em 7 de Agosto de 1864 por Albert Marth.